# 碧南市
碧南市（日语：／ Hekinan shi */?）是位於日本愛知縣中部西三河地方的行政區劃，轄區位於岡崎平原西南側，東側以矢作川為界，西臨衣浦灣，南側為三河灣，轄內約有四分之一的區域為農田，主要農作包括：洋蔥、胡萝卜、番薯、無花果，沿海區域屬於衣浦港的工業區，捷熱在此設有碧南火力發電廠。
由於位於過去碧海郡南部，因此以「碧南」為名。

## 人口
| 碧南市人口分布圖 |                                               |  |
| 碧南市與日本全國年齡別人口分布比較圖 （2005年資料） | 碧南市的年齡、男女別人口分布圖 （2005年資料） |  |
| ■紫色是碧南市 ■綠色是全国 | ■藍色是男性 ■紅色是女性                       |  |
| 碧南市人口變化 \| 1970年 \| 56,933人 \| \| \| 1975年 \| 60,680人 \| \| \| 1980年 \| 62,021人 \| \| \| 1985年 \| 63,778人 \| \| \| 1990年 \| 65,899人 \| \| \| 1995年 \| 66,956人 \| \| \| 2000年 \| 67,814人 \| \| \| 2005年 \| 71,408人 \| \| \| 2010年 \| 72,018人 \| \| \| 2015年 \| 71,346人 \| \| \| 2020年 \| 72,458人 \| \| |                                               |  |
| 資料來源：日本總務省統計中心提供之人口普查數據 |                                               |  |
| 1970年 | 56,933人                                      |  |
| 1975年 | 60,680人                                      |  |
| 1980年 | 62,021人                                      |  |
| 1985年 | 63,778人                                      |  |
| 1990年 | 65,899人                                      |  |
| 1995年 | 66,956人                                      |  |
| 2000年 | 67,814人                                      |  |
| 2005年 | 71,408人                                      |  |
| 2010年 | 72,018人                                      |  |
| 2015年 | 71,346人                                      |  |
| 2020年 | 72,458人                                      |  |

## 歷史
現在的市中心大濱一帶，過去為沙灘地，當時的最南端則是位於現在的權現崎；在令制國時代最初屬於三河國幡豆郡，在約16世紀時改劃入碧海郡，過去曾發展為「大濱湊」的港口聚落。
在17世紀江戶時代後，現在轄區的大部分區域成為沼津藩的領地，並在此設有陣屋管理，此後由於矢作川河口的淤積，在大濱的東側逐漸形成新生的土地。
19世紀末明治維新實施廢藩置縣後，一度改隸屬菊間縣，直到1871年的第一次府縣整併後，隨著整個過去原屬三河國的區域一同整併至新設立的額田縣，不過在1872年又隨著額田縣被併入愛知縣。
在明治維新時期，由於神佛分離的政策，在大濱周邊造成部分寺院的反彈，並在1872年引發大濱騷動的骚乱事件。
1889年日本實施町村制，現在的碧南市在當時分屬西端村、大濱町、北大濱村、志貴崎村、鷲塚村、棚尾村六個行政區劃，至1906年愛知縣的町村整併後，這六個行政區劃被整併為位於西南側的大濱町、位於西北社的新川町，位於東南側的旭村，位於中部的棚尾村，而位於東北側原屬西端村的區域則是被整併為明治村。
在1948年，除了已併入明治村的西端地區外，這些區域被整併為碧南市，而西端地區則是在1955年明治村廢除時，被劃入碧南市。

### 變遷表
| 1889年10月1日 | 1889年 - 1944年                 | 1889年 - 1944年                 | 1945年 - 1954年             | 1955年 - 1989年           | 1989年 - 現在           | 現在                    |
| ------------- | ------------------------------- | ------------------------------- | --------------------------- | ------------------------- | ----------------------- | ----------------------- |
| 高棚村        | 高棚村                          | 1906年5月1日 合併為依佐美村     | 1906年5月1日 合併為依佐美村 | 1955年4月1日 併入安城市   | 1955年4月1日 併入安城市 | 1955年4月1日 併入安城市 |
| 高棚村        | 1890年10月20日 榎前村           | 1906年5月1日 合併為明治村       | 1906年5月1日 合併為明治村   | 1955年4月1日 併入安城市   | 1955年4月1日 併入安城市 | 1955年4月1日 併入安城市 |
| 根崎村        |                                 | 1906年5月1日 合併為明治村       | 1906年5月1日 合併為明治村   | 1955年4月1日 併入安城市   | 1955年4月1日 併入安城市 | 1955年4月1日 併入安城市 |
| 東端村        |                                 | 1906年5月1日 合併為明治村       | 1906年5月1日 合併為明治村   | 1955年4月1日 併入安城市   | 1955年4月1日 併入安城市 | 1955年4月1日 併入安城市 |
| 和泉村        |                                 | 1906年5月1日 合併為明治村       | 1906年5月1日 合併為明治村   | 1955年4月1日 併入安城市   | 1955年4月1日 併入安城市 | 1955年4月1日 併入安城市 |
| 城入村        |                                 | 1906年5月1日 合併為明治村       | 1906年5月1日 合併為明治村   | 1955年4月1日 併入安城市   | 1955年4月1日 併入安城市 | 1955年4月1日 併入安城市 |
| 米津村        | 米津村                          | 1906年5月1日 合併為明治村       | 1906年5月1日 合併為明治村   | 1955年4月1日 併入西尾市   | 1955年4月1日 併入西尾市 | 1955年4月1日 併入西尾市 |
| 西端村        | 西端村                          | 1906年5月1日 合併為明治村       | 1906年5月1日 合併為明治村   | 1955年4月1日 併入碧南市   | 碧南市                  | 碧南市                  |
| 大濱町        | 大濱町                          | 大濱町                          | 1948年4月5日 合併為碧南市   | 1948年4月5日 合併為碧南市 | 碧南市                  | 碧南市                  |
| 北大濱村      | 1892年8月3日 改制並更名為新川町 | 1892年8月3日 改制並更名為新川町 | 1948年4月5日 合併為碧南市   | 1948年4月5日 合併為碧南市 | 碧南市                  | 碧南市                  |
| 志貴崎村      | 志貴崎村                        | 1906年5月1日 合併為旭村         | 1948年4月5日 合併為碧南市   | 1948年4月5日 合併為碧南市 | 碧南市                  | 碧南市                  |
| 志貴崎村      | 1891年9月8日 伏見屋村           | 1906年5月1日 合併為旭村         | 1948年4月5日 合併為碧南市   | 1948年4月5日 合併為碧南市 | 碧南市                  | 碧南市                  |
| 鷲塚村        |                                 | 1906年5月1日 合併為旭村         | 1948年4月5日 合併為碧南市   | 1948年4月5日 合併為碧南市 | 碧南市                  | 碧南市                  |
| 棚尾村        | 棚尾村                          | 1924年1月1日 改制為棚尾町       | 1948年4月5日 合併為碧南市   | 1948年4月5日 合併為碧南市 | 碧南市                  | 碧南市                  |

## 交通

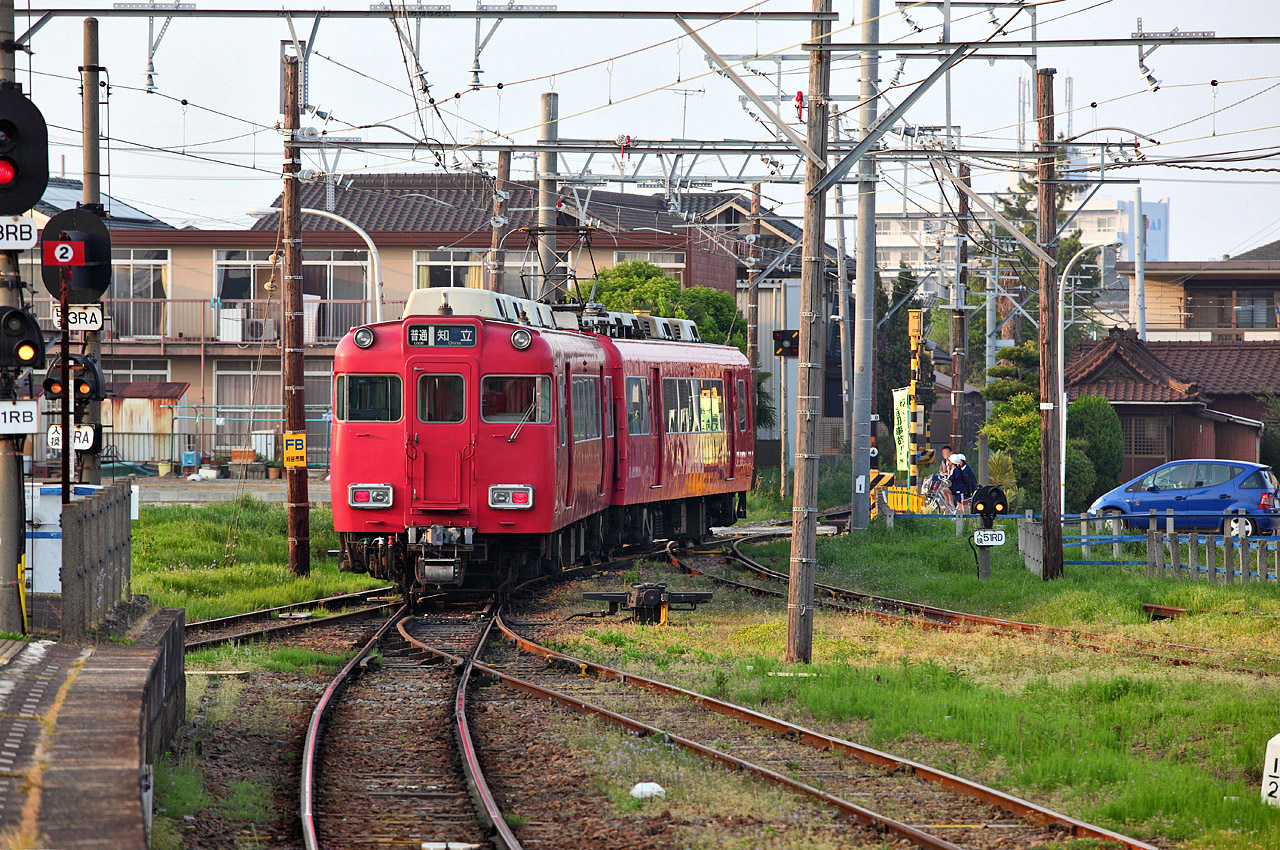
行駛於三河線的列車

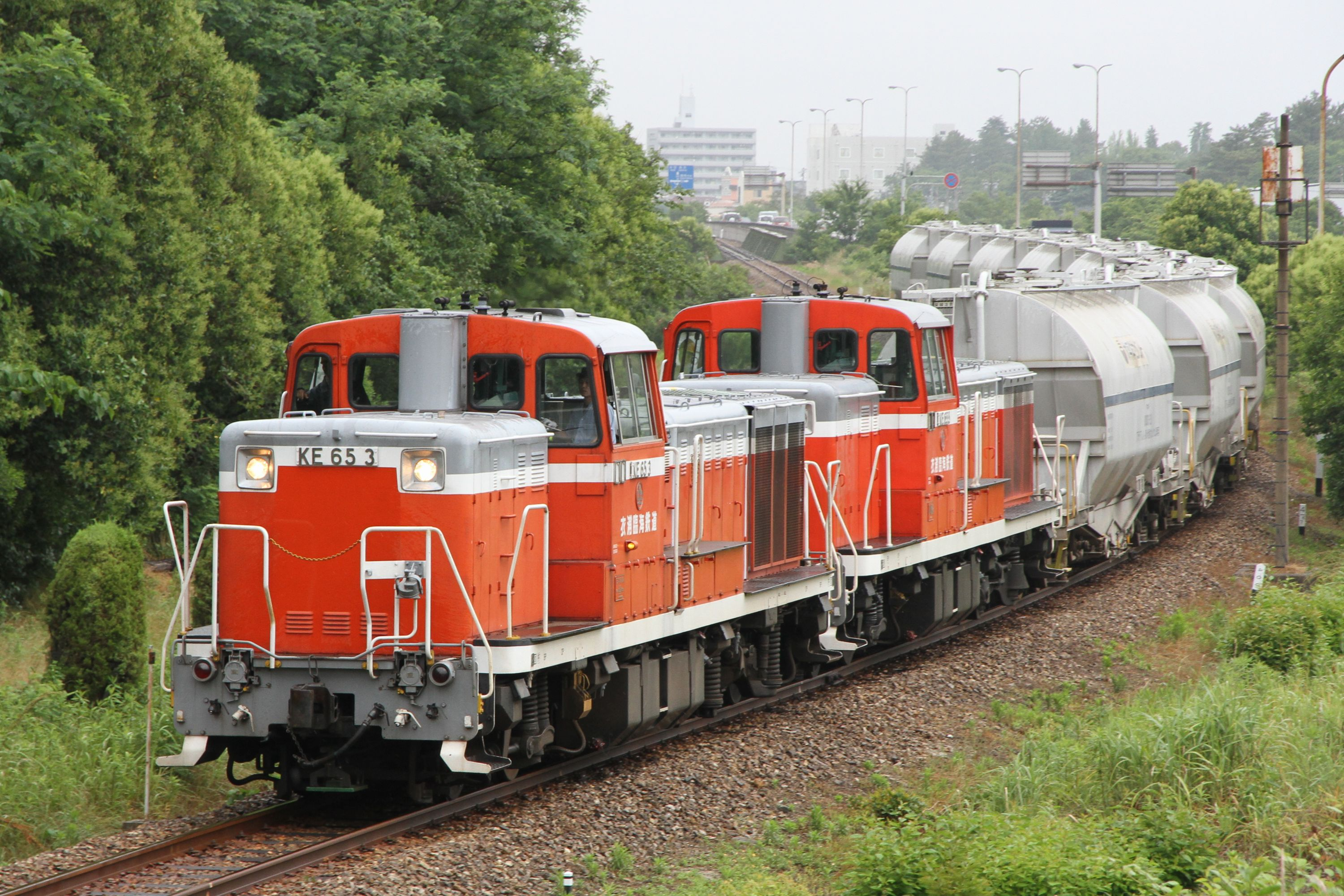
行駛於衣浦臨海鐵道碧南線的貨運列車

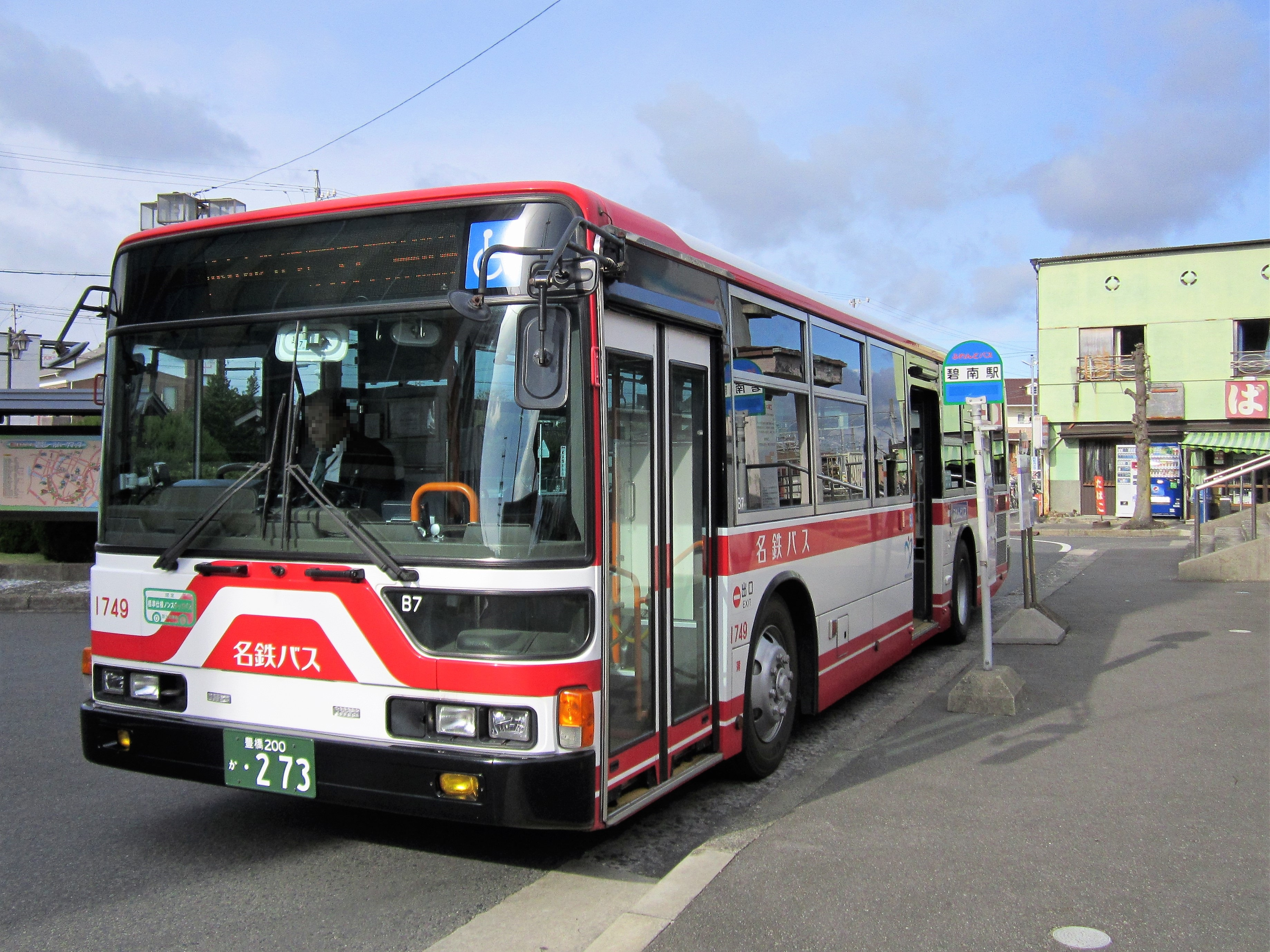
停靠於碧南車站的朋友巴士

名古屋鐵道三河線以南北方向貫穿碧南市的主要市區，往北可經高濱市至刈谷市、知立市，並可在刈谷車站轉乘東海旅客鐵道東海道本線，或在知立車站轉乘名古屋鐵道名古屋本線。
過去在2004年以前還可轉往東至西尾市、一色町，並可在吉良吉田車站換乘西尾線和蒲郡線的列車。在2004年此段鐵路停止營運後，由碧南市和西尾市共同設立社區巴士朋友巴士作為替代交通方式，繼續行駛於此鐵路沿線的區域。
此外，衣浦臨海鐵道也有貨物鐵路碧南線，自位於衣浦灣西岸的東浦町跨過衣浦灣後沿著衣浦灣工業區一路開通至豐田自動織機碧南工廠旁的碧南市車站。
聯外公路則以國道247號為主，並可透過衣浦隧道穿越衣浦灣，直接抵達對岸的半田市。
市內的主要客運為市政府委託經營的社區巴士旋轉巴士，其路線以市政府為樞紐，通往市內大部分區域。

### 鐵道
名古屋鐵道
- 三河線：（往知立方向） - 北新川車站 - 新川町車站 - 碧南中央車站 - 碧南車站

衣浦臨海鐵道
- 碧南線：（←高濱市） - 碧南市車站（日语：碧南市駅）

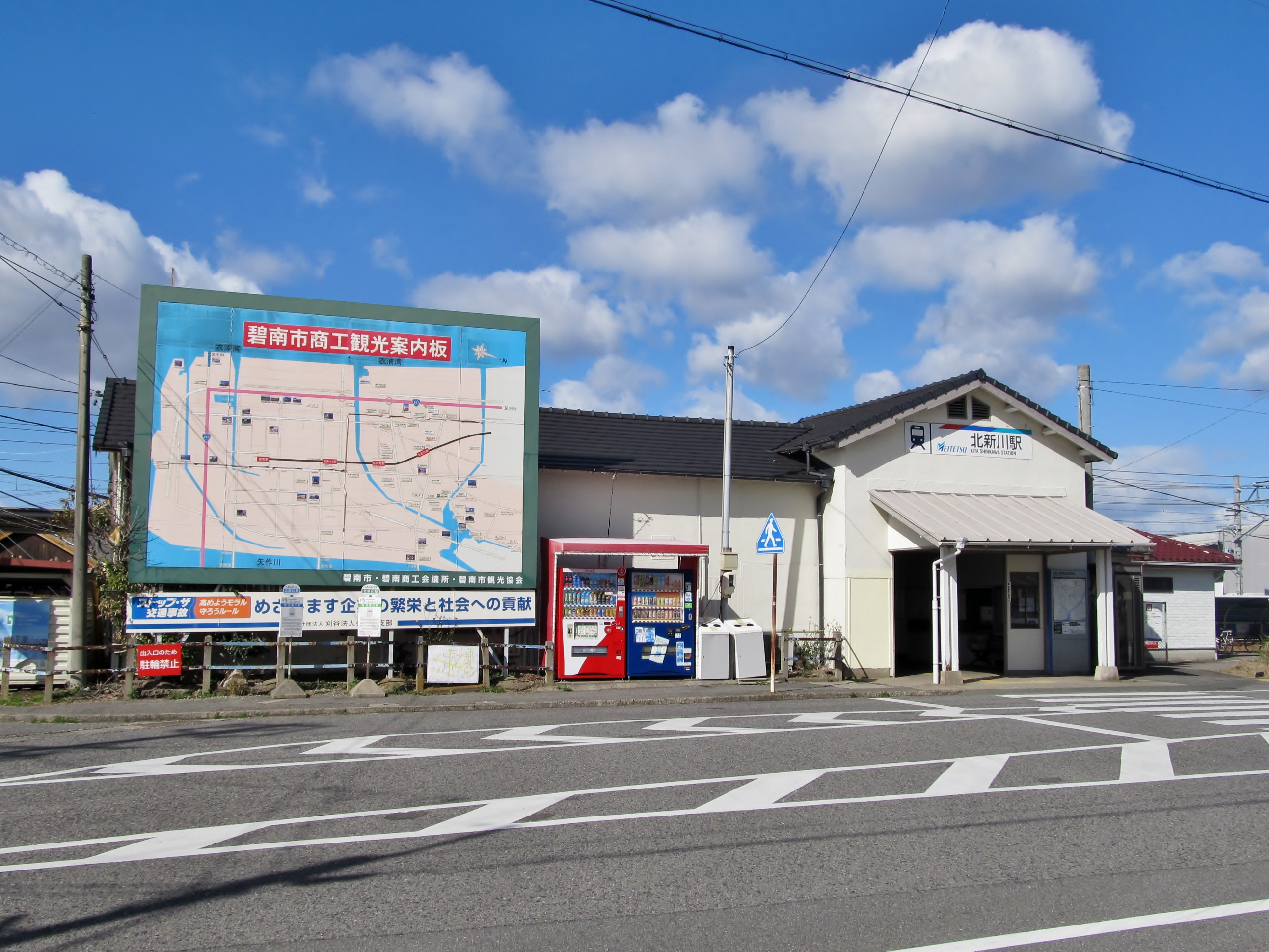
北新川車站
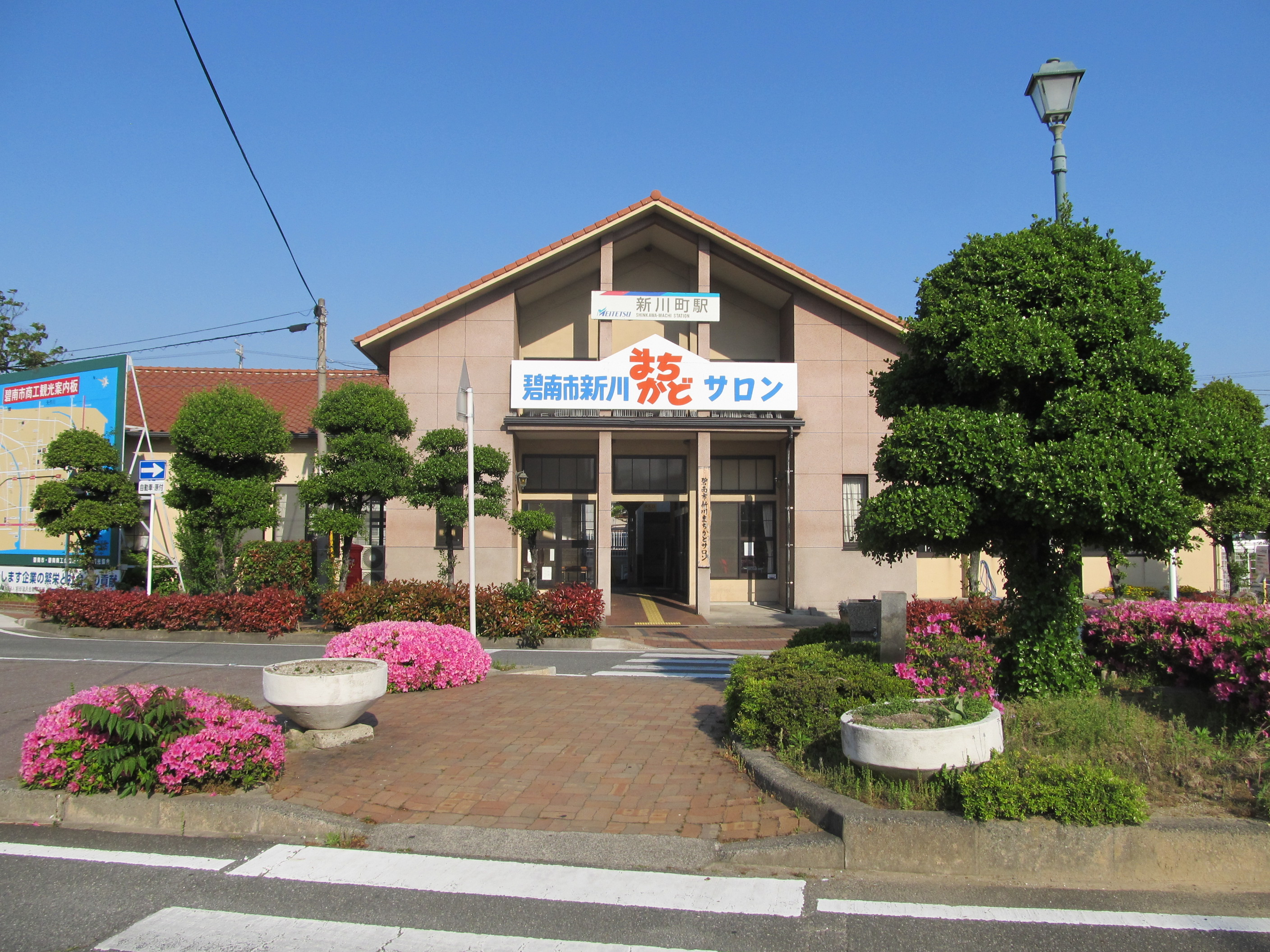
新川車站
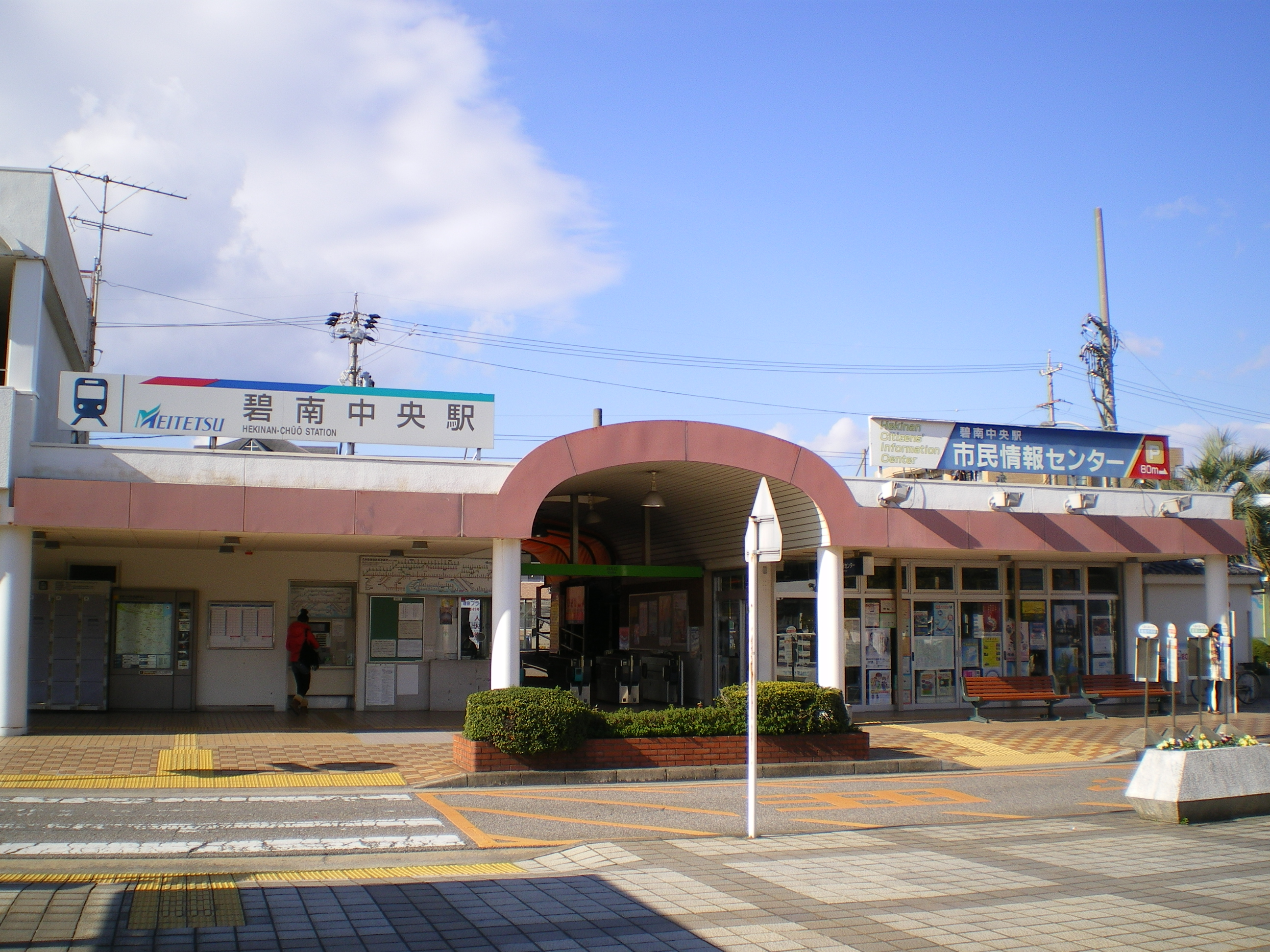
碧南中央車站
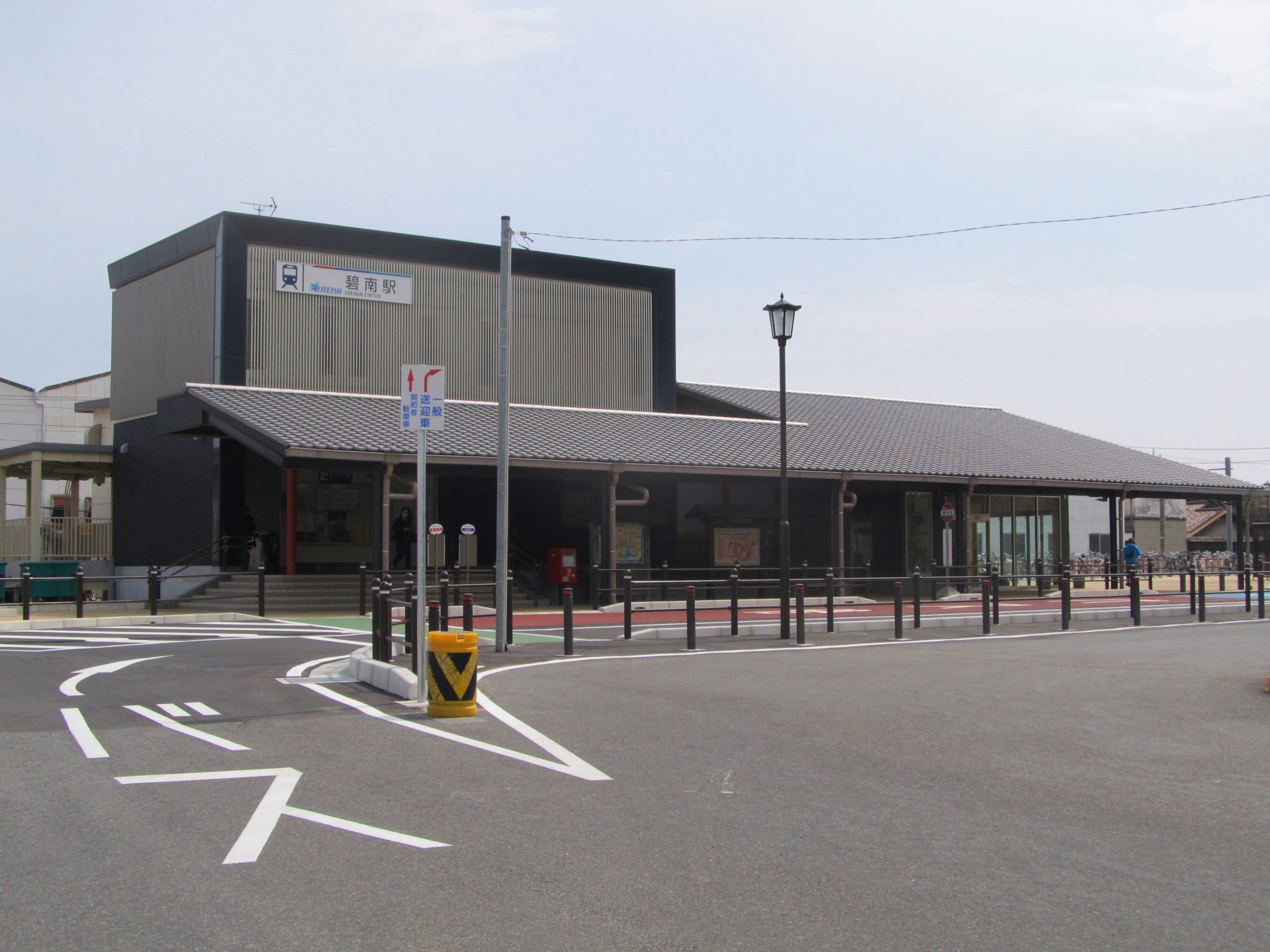
碧南車站

## 觀光資源
碧南市北部與安城市之間的油淵為面積64公頃的湖泊，為愛知縣唯一的天然湖沼，在湖畔有利用自然生態規劃設計的油淵水邊公園。
在南部的碧南火力發電廠旁，捷熱設有介紹電力資訊的小碧南托邦，除了介紹發電廠及周邊區域的自然環境外，也介紹了發電廠為環境保護所做的努力。

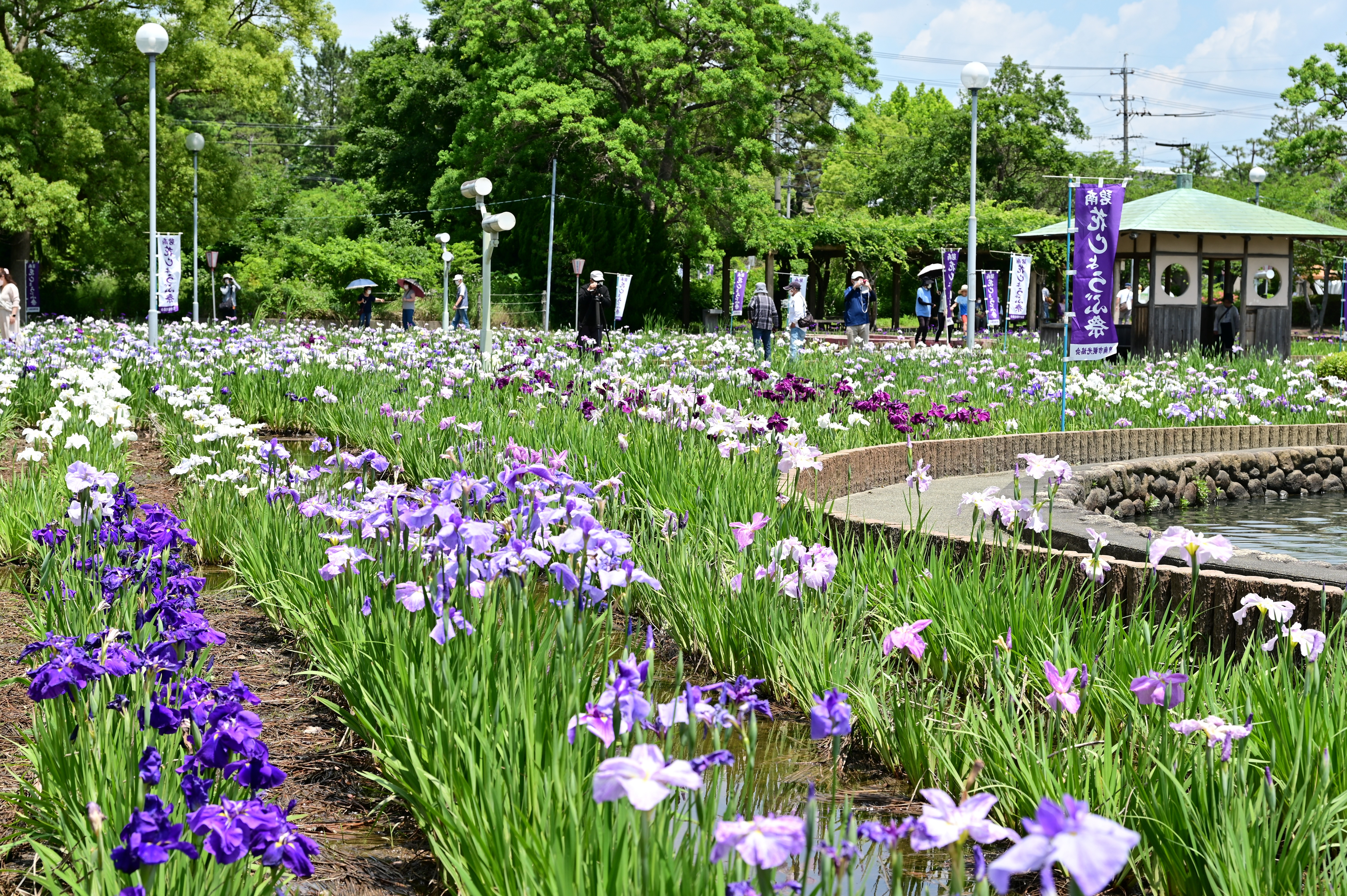
油淵水邊公園
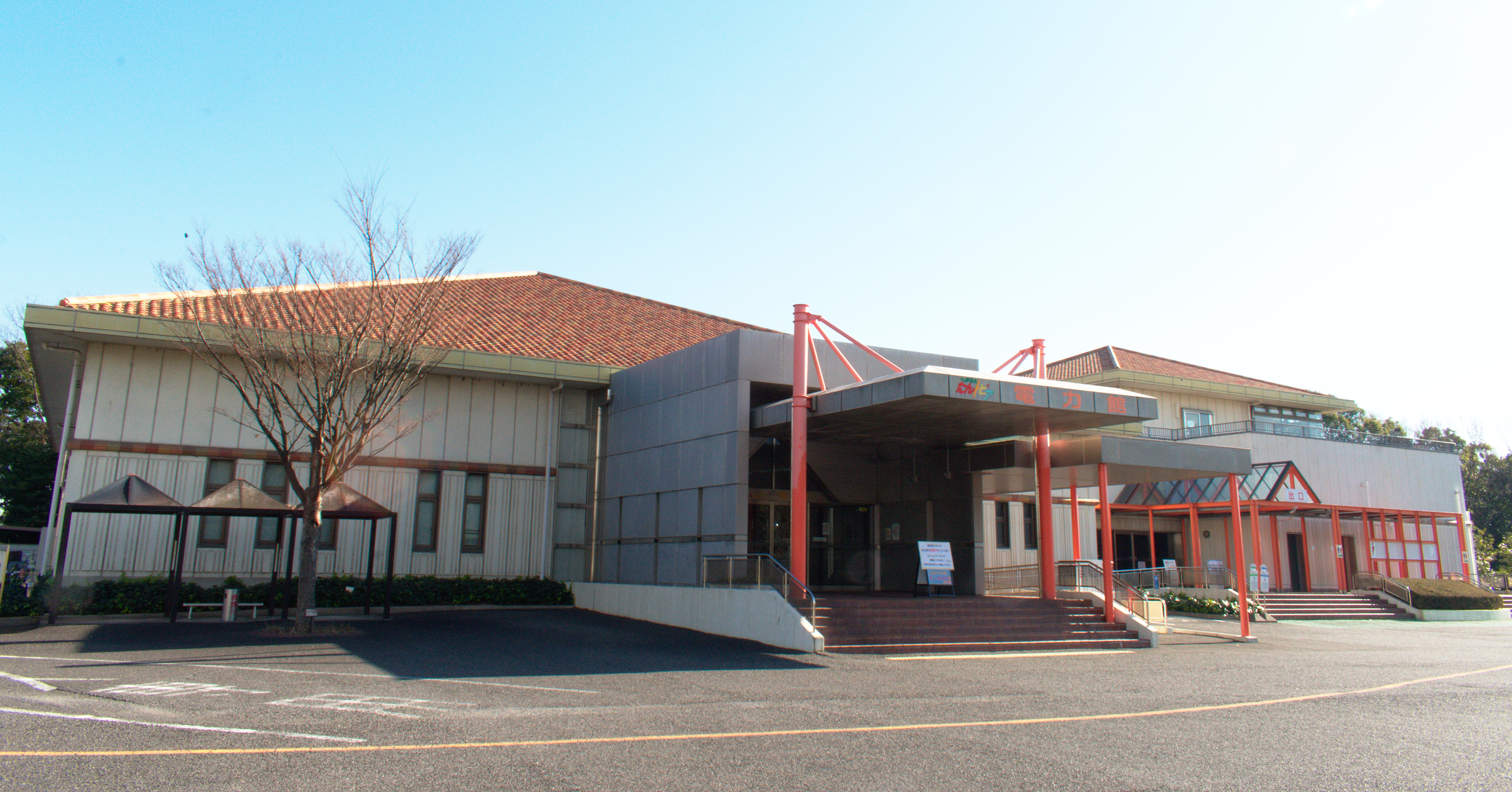
小碧南托邦的電力館外觀

## 姊妹、友好城市

### 海外
- 埃德蒙兹（美國華盛頓州史諾霍米須郡）
兩地於1988年締結為姊妹城市。[15]
- 普拉（克罗地亚伊斯特拉縣）
2005年愛知縣舉辦國際博覽會時，碧南市在「一市町村一國朋友」計畫中即是與克罗地亚配合，因此碧南市在克羅埃西亞中與普拉於2007年締結為姊妹城市。[16]

### 日本
- 由仁町（北海道）
過去在1895年曾有出身自現在碧南市的居民至現在由仁町三川地區開墾，兩地因而在1988年締結為姊妹城市。[17]
- 豐田市小原地區（日语：小原村_(愛知県)）（愛知縣）
過去在二次世界大戰末期，出身自現在碧南市工藝師藤井達吉（日语：藤井達吉）曾為躲避空襲而疏散移居至小原村，在小原村的期間，藤井達吉指導當地區民製造和紙方法，使得「小原和紙」成為當地的一項特色工藝產品，此後在1992年兩地也曾舉辦家庭婦女排球交流活動；兩地因而在1992年締結為文化、體育友好城市。此後小原村在2005年被併入豐田市，但兩地仍維持固定之交流。[18]

## 外部連結
- （日語） 碧南市廣報的Facebook專頁
- （日語） 碧南市廣報的X（前Twitter）
- （日語） YouTube上的碧南市廣報頻道